# Cassinia
Cassinia is een geslacht van hooiwagens uit de familie Assamiidae.
De wetenschappelijke naam Cassinia is voor het eerst geldig gepubliceerd door Roewer in 1927. 

## Soorten
Cassinia is monotypisch en omvat slechts de volgende soort:
- Cassinia macrochelis